# Lijst van beschermd erfgoed in Incourt
Onderstaande tabel geeft een overzicht van de beschermde erfgoederen in de gemeente Incourt. Het beschermd erfgoed maakt onderdeel uit van het cultureel erfgoed in België.
| Object | Bouwjaar/architect | Deelgemeente | Adres | Coördinaten                   | Nummer?                | Afbeelding |
| --- | ------------------ | ------------ | ----- | ----------------------------- | ---------------------- | --- |
| Tumulus van Glimes en omliggend terrein |                    |              |       | 50° 40' 36" NB, 4° 49' 58" OL | 25043-CLT-0001-01 Info | Tumulus van Glimes en omliggend terrein |
| Ruïnes van kasteel Opprebais: torens, donjon, gordijnen en schuur en ensemble gevormd door de ruïnes, kerk, begraafplaats en de omliggende terreinen |                    |              |       | 50° 40' 58" NB, 4° 47' 48" OL | 25043-CLT-0003-01 Info | Ruïnes van kasteel Opprebais: torens, donjon, gordijnen en schuur en ensemble gevormd door de ruïnes, kerk, begraafplaats en de omliggende terreinen |
| Boerderij van Chise: gevels en daken, en omliggende terreinen                                                                                        |                    |              |       | 50° 44' 20" NB, 4° 45' 40" OL | 25043-CLT-0004-01 Info | Boerderij van Chise: gevels en daken, en omliggende terreinen                                                                                        |
| Tumulus van Glimes en omliggend terrein |                    |              |       | 50° 40' 36" NB, 4° 49' 58" OL | 25043-PEX-0001-01 Info | Tumulus van Glimes en omliggend terrein |